# Монгольське завоювання Ширвану й Дагестану
Монгольське завоювання Ширвану й Дагестану — низка військових кампаній монголів у 1221—1239 роках, наслідком чого стало встановлення зверхності Монгольської імперії над регіоном.

## Передумови
У 1220 році після розгрому Держави Хорезмшахів монголи під орудою Субедея під час переслідування хорезмшаха Мухаммеда II захопили місто Гамадан на заході, звідки до Зенджану і Казвіну, який взяли штурмом. При посиленні холодів вони спрямовані до берега Каспію, в Муганський степ. По дорозі туди взяли Ардебіль.
На той час Держава Ширваншахів, Дербентський емірат і Газікумухське шамхальство  (ключова держава Дагестану) вели між собою війни). При цьому шамхальство і Ширван також протистояли Грузинському царству.

## Перебіг подій
У жовтні-листопаді 1221 року монголи, вступивши в Арран, захопили Байлакана і без бою взяли данину з Гянджі. 1222 року в битві біля Бадраву монголи завдали поразки ширванському війську, після чого вони підступили до Шемахи, столиці Держави Ширваншахів. Взявши місто штурмом і розграбувавши його, монголи того ж року сплюндрували значні території та завдали нищівної поразки дербентському еміру Рашиду, якого допомагали половці. А потім через Дербентський прохід увійшли до Дагестану. На думку краєзнавця Б. Малачиханова, монголи могли пройти на Північний Кавказ лише через внутрішній Дагестан за маршрутом Самур—Курах—Кумух—Чох—Гідатль. При цьому зазнали грабунків лакзькі та аварські села.
1222 року між монголами та Аварською державою укладається союз, завдяки якому територія нуцальства значно збільшилося, а нащадки нуцала Сураката I отримали монопольне право на спадкове володарювання. Навзаєм Аварське нуцальство забезпечувало владу монголів на Північно-Східному Кавказі. На виході з Дагестану монголами було завдано поразки андійцям, внаслідок чого вдалося вийти на рівнину. Тут Субедей стикнувся з аланами і половцями, яких вдалося також розбити.
1225 року ширваншах Фарібурз III захопив Дербентський емірат. При цьому доводилося боротися проти Грузинського царства та хорезмшаха Джелал-ед-Діна Макбурну. 1226 році останній завдав поразки Ширвану, змусивши визнати свою зверхність. Дагестанські держави також постраждали від вторгнення хорезмшаха. У 1230 році після поразок Джелал ад-Діна від Конійського і Єгипетського султанатів, скинув залежність від Джелал ад-Діна Манкбурну. У 1232 році зазнав поразки від монгольського нойона Чормагана, визнавши зверхність великого кагана Уґедея.
У 1239 році монголи зайняли міста Баку і Дербент. За цим почалося підкорення решти Дагестану, в чому монголам активно допомагала Аварська держава. 20 жовтня 1239 року в битві біля селища Баб ал-Кист Риджу монголи з великими труднощами здобули перемогу. У 1240 році темник Бурундай атаковано Газікумухське шамхальство, Табасаранське майсумство, які, незважаючи на відчайдушний спротив населення, зазнали поразки. Тоді населення перейшло до партизанської тактики, що призвело до виводу монгольських частин. Проте Газікумуський шамхал Чопан змушений був визнати зверхність Бату. Разом з тим Табасаранське майсумство опинилося під владою шамхала.

## Наслідки
Ширван, Арран і дагестанські держави опинилися під владою монголів. Втім вона не була скрізь міцної. Гірські державні утворення Дагестану лише номінально визнавали владу загарбників.
Деякий час ширваншахи, користуючись численними війнами монголів в Малій Азії та на Близькому Сході, зуміли забезпечити для себе більшу самостійність. Лише сплачували помірну данину і при цьому єдині з даників монголів карбували власну монету з титулом. Втім вже з 1255 року ці ознаки самостійності було ліквідовано.
Невдовзі дагестанські й ширванські землі стали місцем конкуренції між Золотою Ордою і Державою Хулагуїдів. У Дагестані Аварське нуцальство підтримувало ординських ханів, а газікумуські шамхали і ширваншахи намагалися маневрувати між ординцями та ільханами. У 1349—1350 та 1359—1360 роках дагестан зазнав відчутного плюндрування внаслідок вторгнень ординських та ільханських військ, що почергово вдералися до регіону. Поразка повстання у 1260 році шамхала Чопана від темника Бурундая призвело до відокремлення Кайтазького уцмійства і відновлення самостійності Табасаранського майсумства. Водночас залежність усіх трьох дагестанських держав від монголів посилилося. 